# Château de Schönbrunn
Pour les articles homonymes, voir Schönbrunn.
Le château de Schönbrunn (/ʃønbʁun/) est un élément significatif de la culture autrichienne. Depuis les années 1960, c'est l'un des sites touristiques les plus visités de Vienne.
Le château de Schönbrunn est classé au patrimoine mondial de l'Unesco depuis 1996.

## Fondation
Le château se trouve à Hietzing, à l'ouest du centre-ville de Vienne. Du XIVe au XVIIe siècle, plusieurs édifices se sont dressés sur ce site.
Auparavant se trouvait à cet emplacement le Katterburg, propriété du maire de Vienne.
En 1569, Maximilien II du Saint-Empire acheta le terrain où se trouvent aujourd'hui les parcs et différents bâtiments. Il montra un certain intérêt pour le zoo qui venait d'être créé, et essaya d'y apporter en plus des plantations d'espèces végétales rares.
Le nom Schönbrunn est attribué à l'empereur Matthias (1557-1619), qui aurait découvert lors d'une excursion à la chasse une source particulièrement belle (en allemand schöner Brunnen, « belle fontaine »). Au cours du siècle suivant, la famille impériale s'en servit comme résidence d'été, mais les invasions turques entraînèrent sa quasi-destruction.

## Le château moderne
La défaite ottomane de 1683 ouvrit une période de paix propice aux grands travaux. L'empereur Léopold Ier confia à l'architecte Johann Bernhard Fischer von Erlach la conception d'un nouveau château qui se voulait le Versailles autrichien. Le premier projet livré en 1693, trop utopique et excessivement cher, ne fut pas retenu. Puis vint une idée plus petite et réaliste. La construction débuta en 1696, soit trente-deux ans après les premiers travaux entrepris à Versailles par Le Vau. En 1699, trois ans après, les premières festivités se tenaient dans la partie centrale du palais.
Malheureusement, peu de parties du château survécurent car au cours du siècle suivant, chaque empereur modifia partiellement le bâtiment. Sur les ordres de l'impératrice Marie-Thérèse qui régna de 1740 à 1780, l'architecte Nikolaus Pacassi redessina le château dans un style rococo.

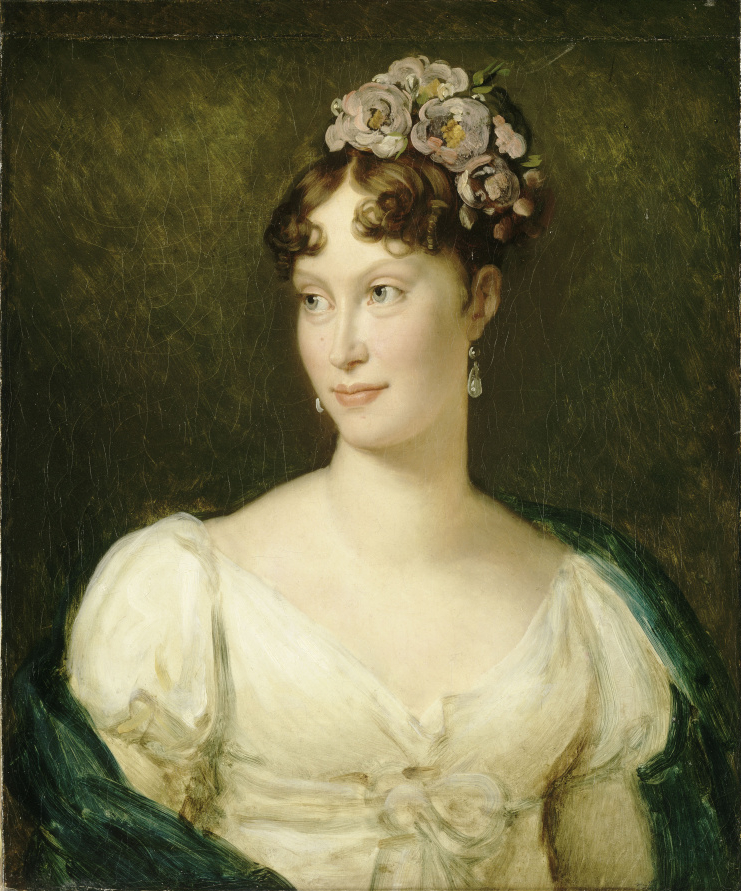
L'archiduchesse Marie-Louise, un enjeu du traité de Schönbrunn.

Après la victoire de Napoléon à la bataille de Wagram, un traité entre l'empire français et l'empire d'Autriche est signé dans le château. Consacrant la défaite autrichienne, le traité de Schönbrunn ôtait à l'Autriche d'importants territoires au profit des alliés de la France (grand-duché de Varsovie, royaume de Bavière, royaume d'Italie) ainsi que l'accès à la mer, imposait à l'Autriche l'alliance Française et l'adhésion au blocus continental et envisageait le mariage du souverain Français avec la fille aînée de l'empereur, introduisant la famille Bonaparte au cœur des grandes dynasties Européennes. En 1814 et 1815, le congrès de Vienne offrit à l'Autriche une belle revanche. 
Au XIXe siècle, l'empereur François-Joseph Ier d'Autriche, qui régna de 1848 à 1916, laissa sa marque sur Schönbrunn. Il y passa la majeure partie de sa vie et y mourut. Le château était sa résidence d'été (la Hofburg étant celle d'hiver). Plusieurs pièces gardent également le souvenir de son épouse, l’impératrice Elisabeth dite Sissi qui, pourtant, ne faisait pas mystère de son austrophobie[pas clair].
Pendant le règne de l'empereur François-Joseph, Schönbrunn était considéré comme Gesamtkunstwerk (chef-d'œuvre accompli) et remodelé en accord avec son histoire.
Après la chute de Napoléon Ier, l'archiduchesse Marie-Louise et son fils, le roi de Rome, partirent pour Vienne. L'enfant vécut dans un certain isolement au château de Schönbrunn où il mourut en 1832, à l'âge de 21 ans, dans une pièce connue sous le nom de chambre de Napoléon.

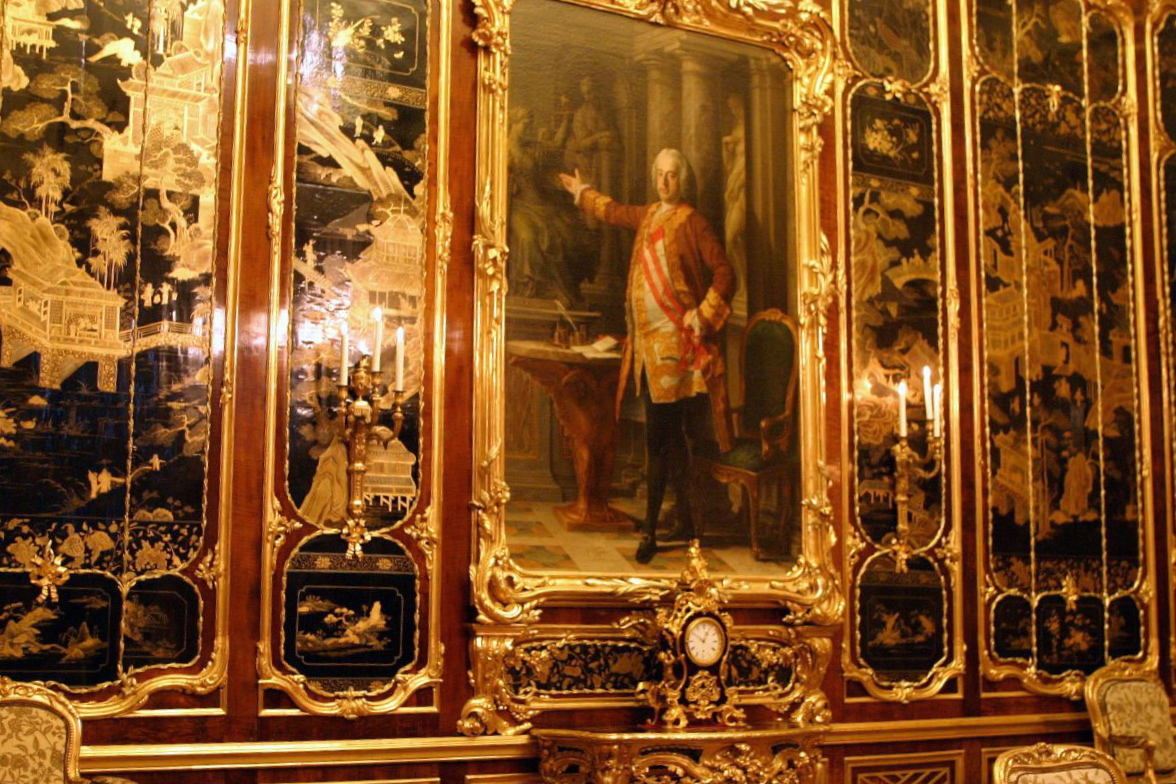
Salon Vieux-Laque.

42 pièces, sur les 1 441 que compte le château, sont ouvertes au public parmi lesquelles :
- La Grande galerie qui servit de cadre à des banquets officiels jusqu'en 1994 ;
- Le Salon Vieux-Laque, aux murs ornés d'estampes chinoises, habité par Marie-Thérèse après la mort de son mari ;
- Le Cabinet chinois rond, aux murs décorés de panneaux de laque, où Marie-Thérèse recevait son chancelier pour des conversations privées ;
- Le Salon chinois bleu, tapissé de papier orné de scènes chinoises en médaillon, chambre où Charles Ier signa sa renonciation au trône le 11 novembre 1918, scellant ainsi la fin du règne des Habsbourg sur l'Autriche[1] ;
- Le Grand salon de Rosa du nom du peintre Joseph Roos dans lequel des dorures rococo encadrent des paysages de la Suisse et de l'Italie du Nord.
- La Salle du Petit Déjeuner aux murs ornés de 26 médaillons de fleurs brodés par Marie-Thérèse et ses filles
- La Chambre de Napoléon où mourut le roi de Rome. Un oiseau naturalisé sous cloche, le seul ami qu'il ait jamais eu disait-il[réf. nécessaire], rappelle son souvenir.

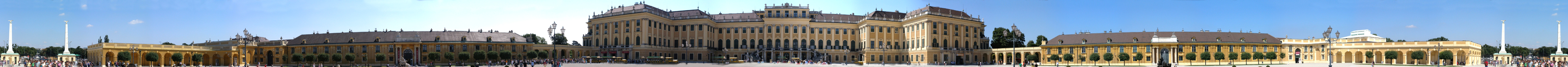
Panorama du château depuis l'entrée municipale.

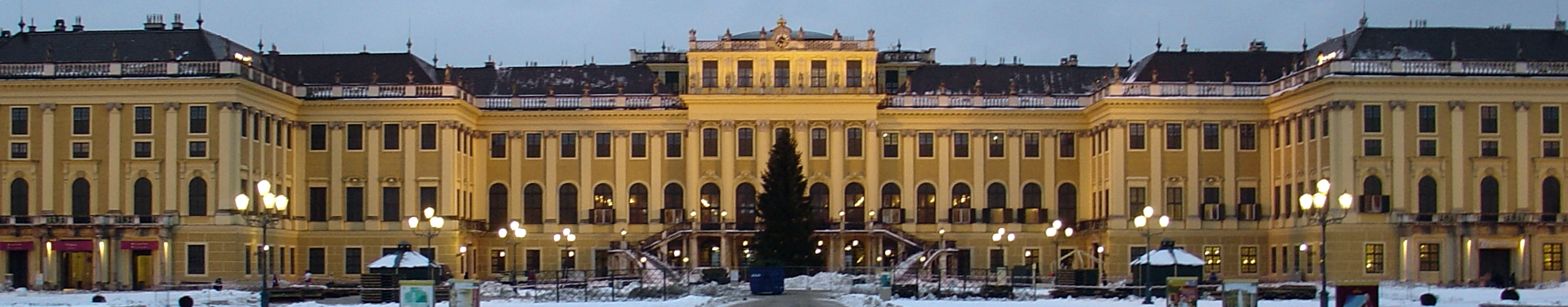
Vue de Schönbrunn depuis les jardins.

Entre 1945 et 1955, le siège de la banque[Quoi ?] sert de quartier général aux forces britanniques, dans le cadre de l'occupation de l'Autriche après la Seconde Guerre mondiale.

## Le parc
Les jardins à la française du parc furent dessinés en 1695 par un élève de Le Nôtre, Jean Tréhet. Le parc comprend de fausses ruines romaines et une orangerie, apanage des palais de grand luxe de cette époque.
Le sommet du parc est occupé par la Gloriette, édifice de style néo-classique, dessinée par Johann Ferdinand Hetzendorf von Hohenberg, d’où l’on dispose d’une vue panoramique sur le château et sur la ville de Vienne.
Chaque année au début de l'été, le parc accueille son concert de nuit d'été (Sommernachtskonzert) donné par l'Orchestre philharmonique de Vienne, un événement gratuit de musique classique qui attire lors de chaque édition plus de 100 000 personnes[réf. souhaitée].

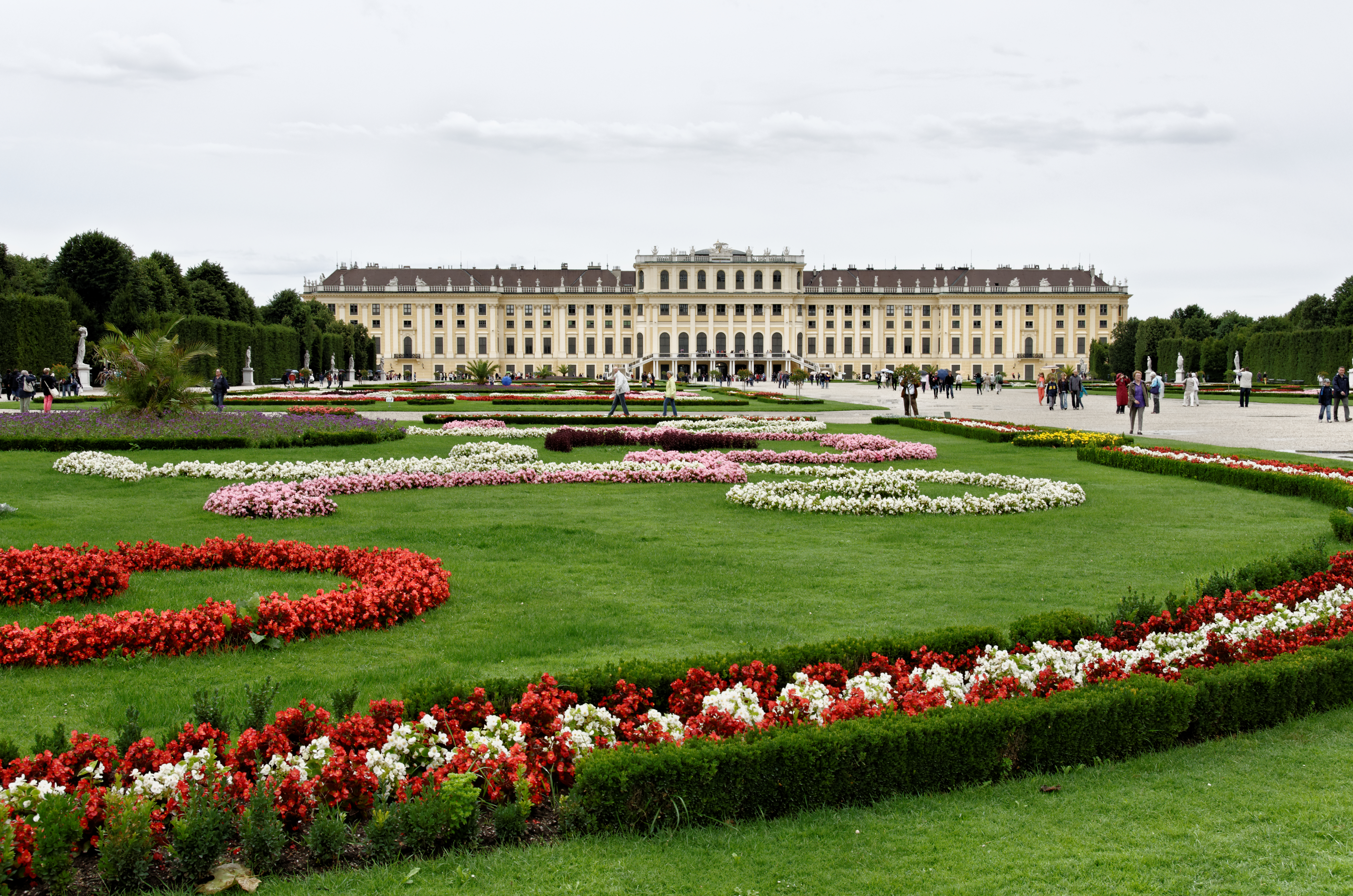
Le Grand parterre.
La gloriette dessinée par Ferdinand de Hohenberg (1775) domine le parc avec ses arcades néoclassiques.
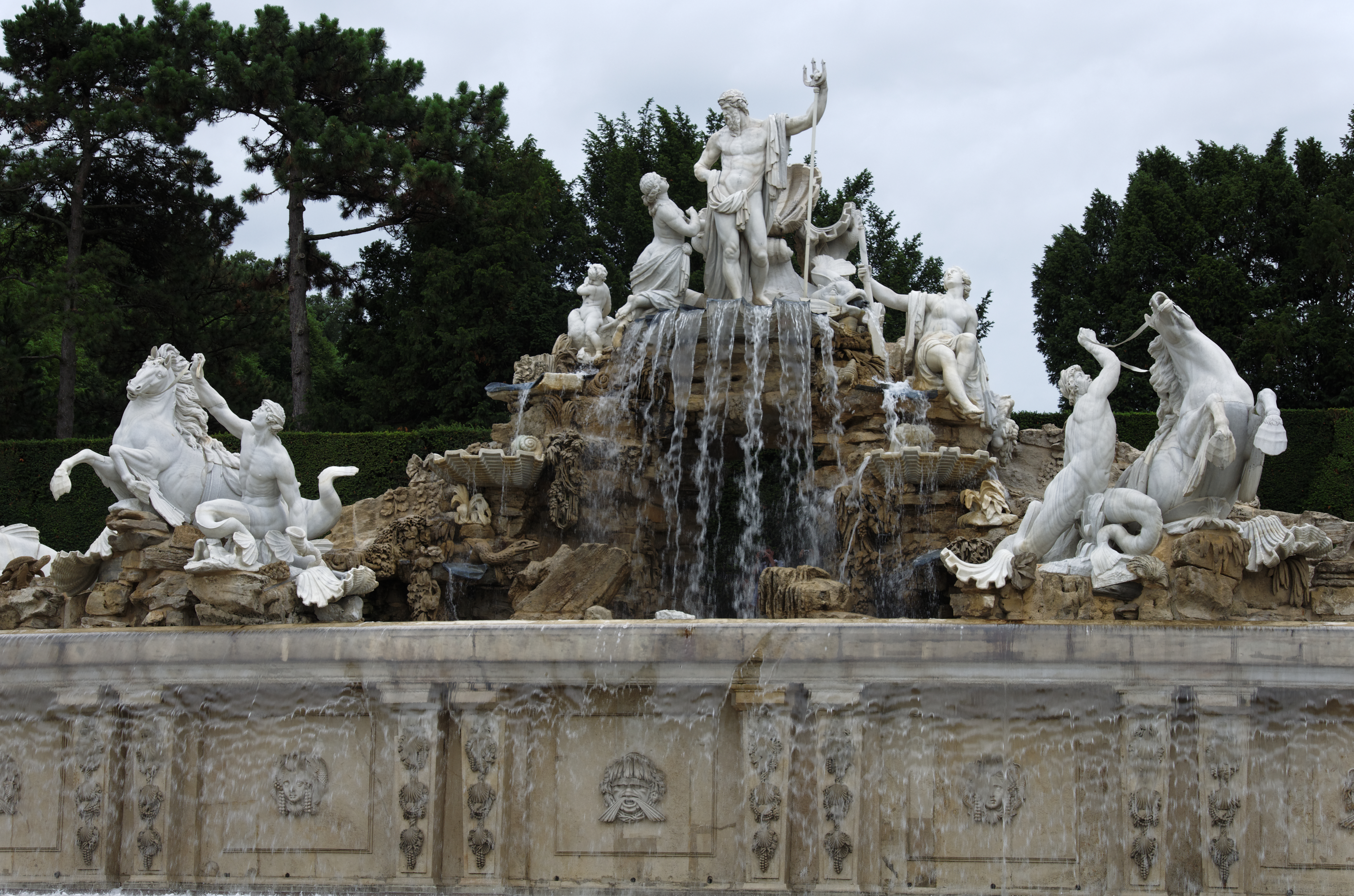
La Fontaine de Neptune réalisée par Franz Anton von Zauner (1780).
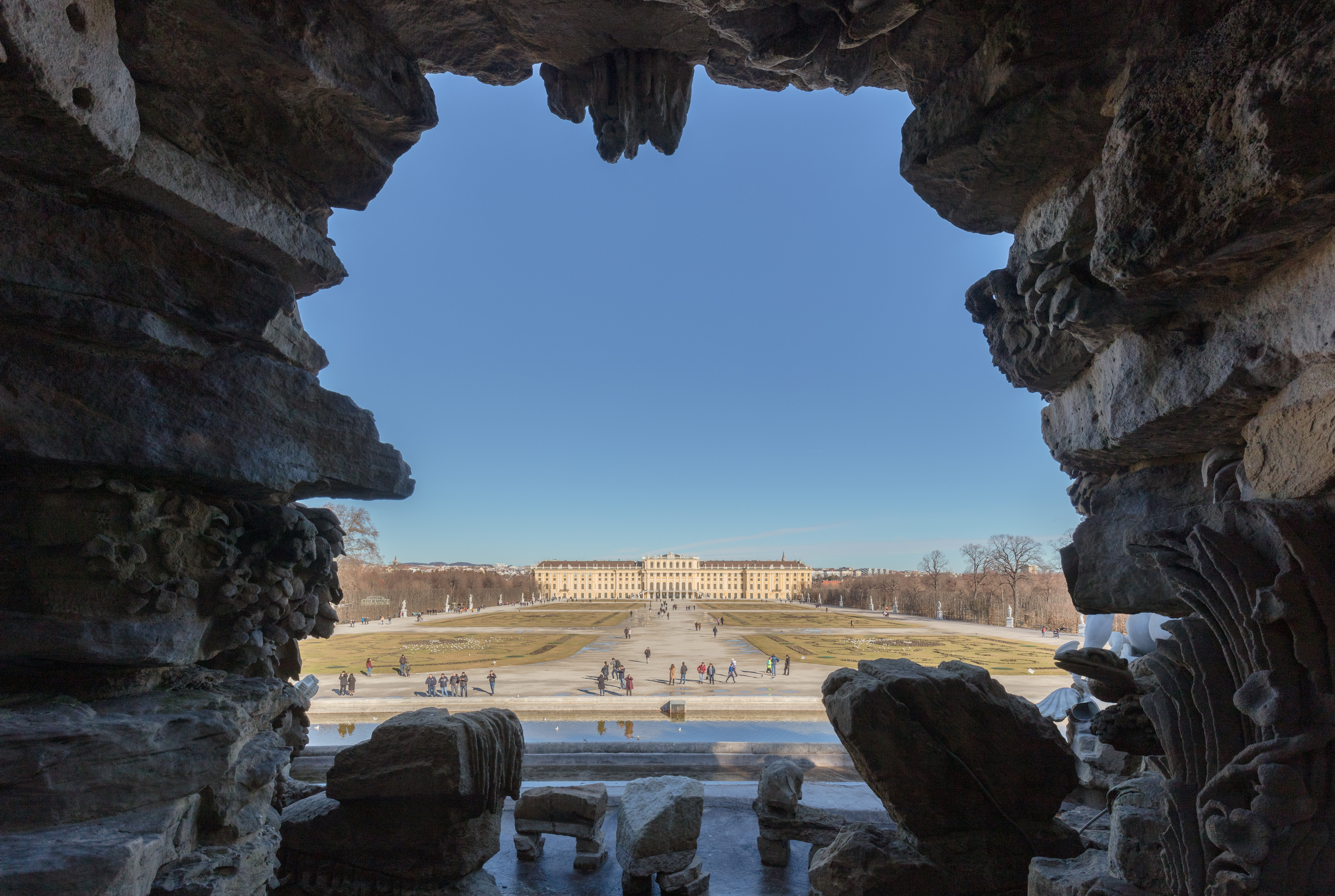
Vue sur le château depuis la fontaine de Neptune.
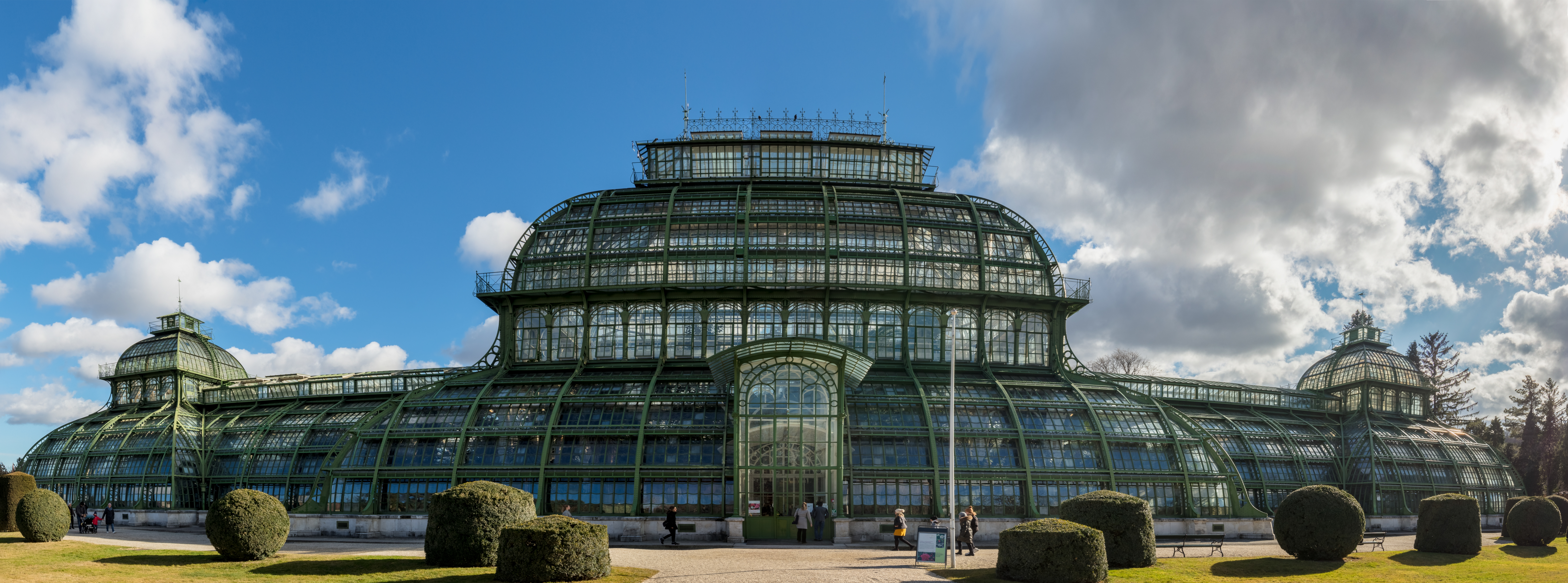
La Palmenhaus (palmeraie) érigée en 1882 abrite une collection variée de plantes tropicales et subtropicales.
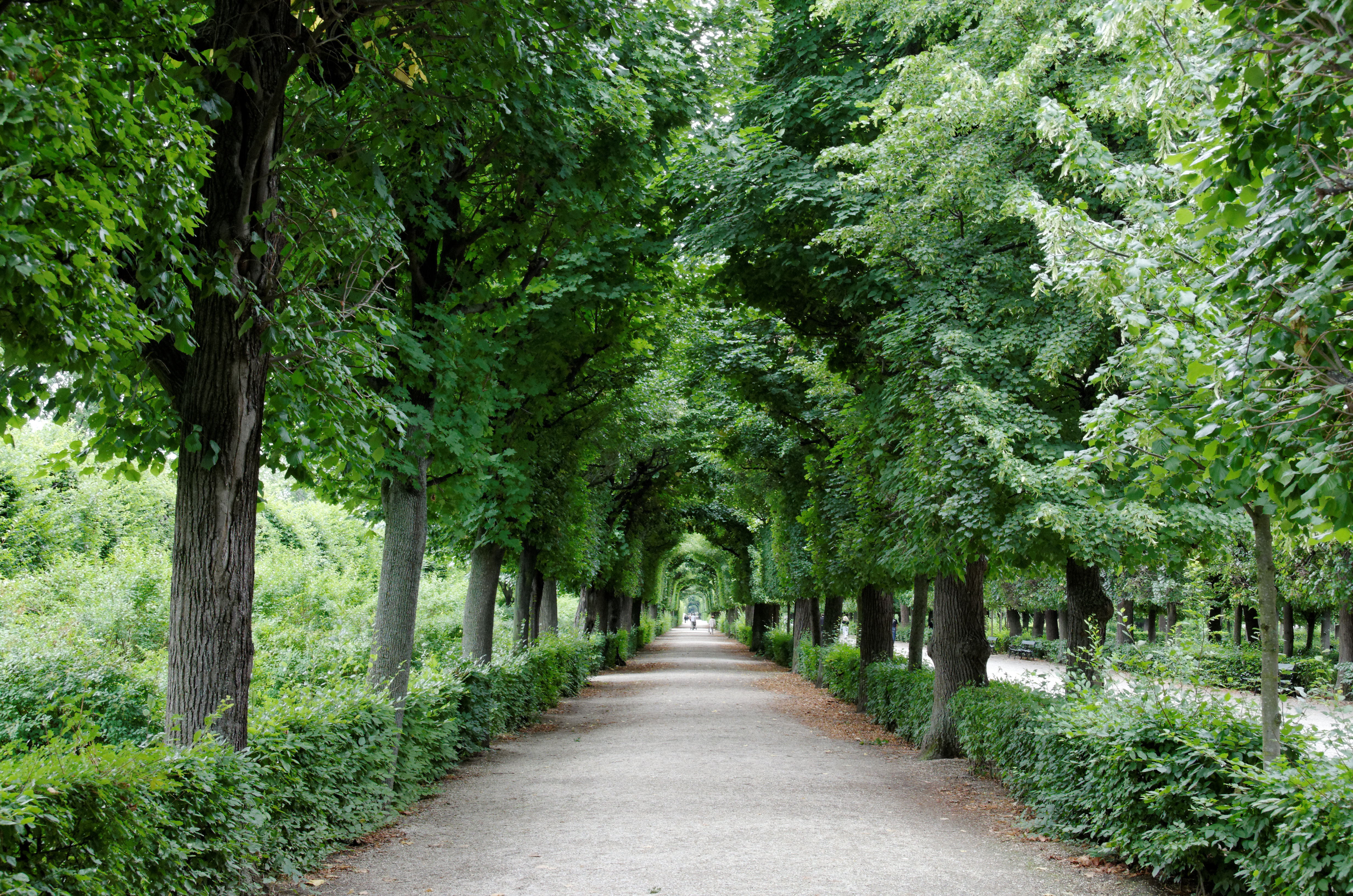
Une allée de tilleuls dans les jardins de Schönbrunn.
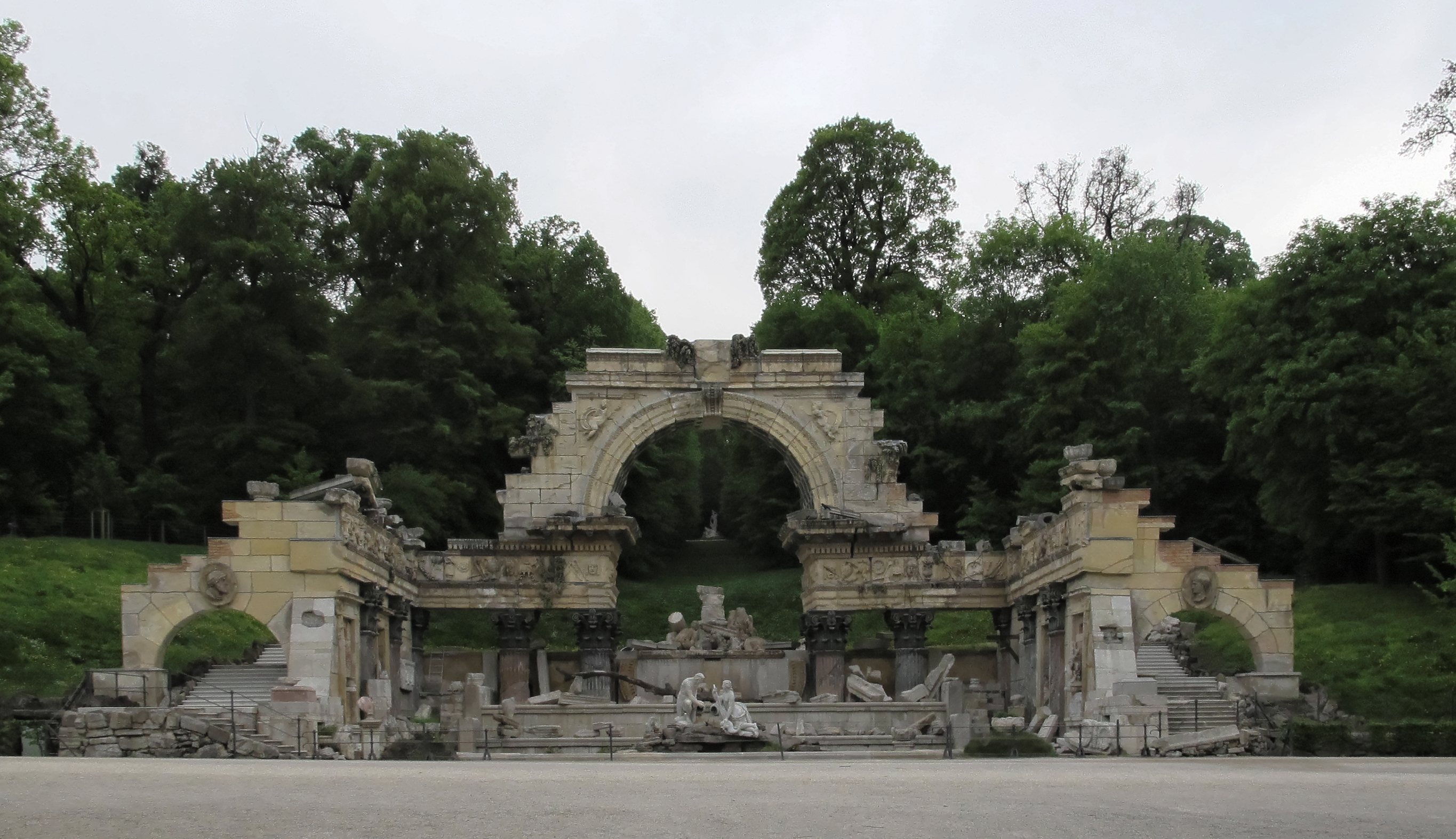
Ruine romaine du parc de Schönbrunn.
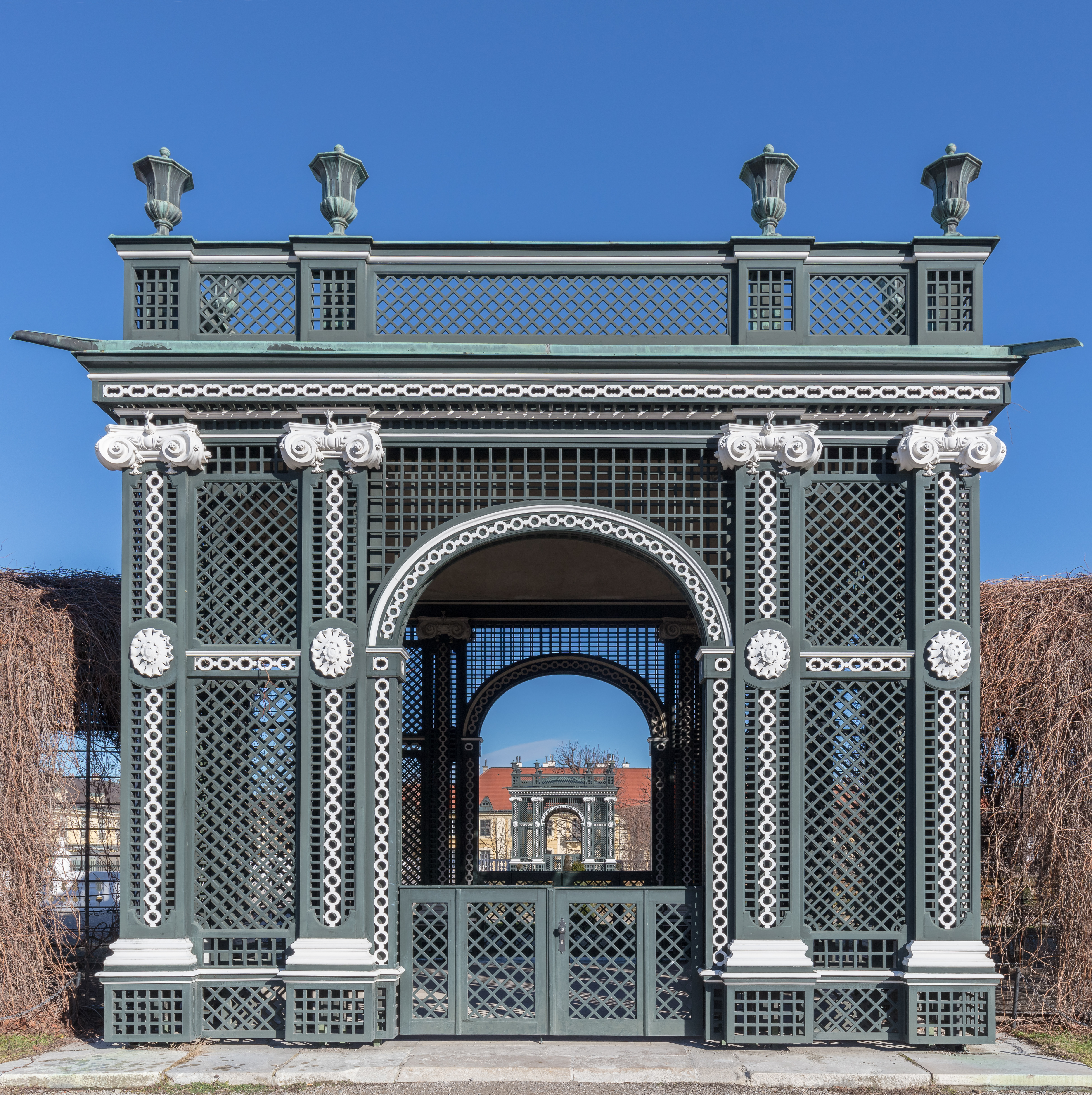
Un arc de triomphe de jardin dans le château.

### Jardins privés de la famille impériale

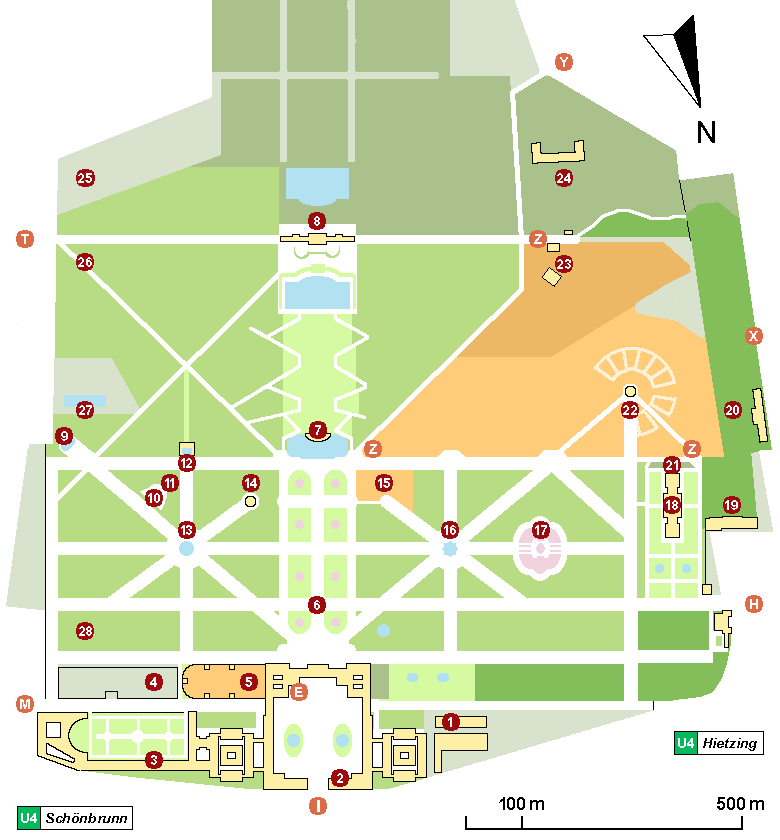
1) Musée des Carrosses, 2) Théâtre, 3) Orangerie, 4) Jardin de la réserve, 5) Jardin du dauphin, 6) Grand parterre, 7) Fontaine de Neptune, 8) Gloriette, 9) Fontaine de l'obélisque, 10) Fontaine de l'ange, 11) La belle fontaine, 12) Ruine romaine, 13) Bassin rond, 14) Pigeonnier, 15) Labyrinthe, 16) Bassin des étoiles, 17) Roseraie, 18) Serre des palmiers & parterre de la serre des palmiers, 19) Pavillon du cadran solaire, 20) Jardin botanique et ancienne serre aux palmiers, 21) Jardin japonais, 22) Zoo et pavillon de l'empereur, 23) Maison tyrolienne et Jardin tyrolien, 26) Petite gloriette, 27) Bain de Schönbrunn (piscine publique), 28) Métairie

Le parc de Schönbrunn étant ouvert au public, la famille impériale se fit aménager des espaces privés :
- Am Keller, jardin créé en 1700, au-dessus des caves et totalement réaménagé vers 1750 par Jean-Nicolas Jadot et Louis Gervais, architecte et jardinier de l'empereur François-Étienne de Lorraine, époux de la reine Marie-Thérèse.
- Entre ce jardin et l'aile Est du palais fut aménagé au XIXe siècle le Kronzprinzgarden, jardin du prince-héritier Rodolphe.

## Zoo de Schönbrunn
Fondé en 1752, le zoo de Schönbrunn est le plus ancien zoo du monde. Le pavillon où les membres de la maison de Habsbourg-Lorraine venaient observer les fauves a été conservé. C'est l'un des rares zoos au monde à abriter des pandas géants.

## Les ruines romaines
Les ruines romaines, connues à l'origine comme les ruines de Carthage, ont été conçues par l'architecte Johan Ferdinand Hetzendorf von Hohenberg. Elles ont été érigées en 1778 et intégrées dans un espace vert. Son concepteur les voyait comme un jardin antique et non comme des ruines. Elles le sont devenues au fil du temps par manque d'entretien, au point que l'accès en est aujourd'hui fermé.
Les ruines sont formées sur un rectangle avec une voute en son centre entourée par des murs. L'architecte voulait évoquer un édifice antique s'émiettant lentement dans le sol. Devant l'arche, des fragments de pierres disposés apparemment aléatoirement, soutiennent un groupe de personnes symbolisant le Danube et l'Enns.

## Lieu de tournage
Le château sert de lieu de tournage de la série de films Sissi, reprenant les décors authentiques qu'a visité l'impératrice : Sissi (1955), Sissi impératrice (1956) et Sissi face à son destin (1957).
L’épisode La morte de Schönbrunn de la première saison de la série Rex, chien flic a été tourné dans le parc du château.
En 2018, une équipe de l'émission Secrets d'histoire a tourné plusieurs séquences au château dans le cadre d'un numéro consacré à Marie-Thérèse de France, intitulé Madame Royale, l'orpheline de la Révolution, diffusé le 12 juillet 2018 sur France 2.

## Statistiques
- 2,5 millions de tickets d'entrée pour visiter les appartements du château ont été vendus en 2006 (+ 9 % par rapport à 2005).
- 29,4 millions d'euros de chiffre d'affaires en 2006, dont 6,4 millions d'euros au niveau des boutiques.